# Sønder Højrup Sogn
Sønder Højrup Sogn ist eine Kirchspielsgemeinde (dän.: Sogn)
auf der Insel Fyn (dt.: Fünen) im südlichen Dänemark.
Bis 1970 gehörte sie zur Harde Vindinge Herred im damaligen Svendborg Amt, danach zur Ringe Kommune im
Fyns Amt, die im Zuge der  Kommunalreform zum 1. Januar 2007 in der
Faaborg-Midtfyn Kommune in der Region Syddanmark aufgegangen ist.
Im Kirchspiel leben 464 Einwohner (Stand: 1. Januar 2023).

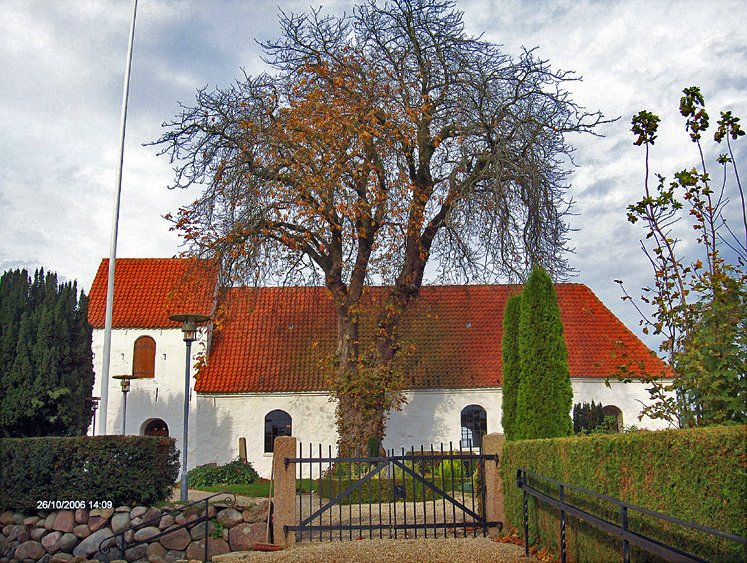
Sønder Højrup kirke

Im Kirchspiel liegt die Kirche „Sønder Højrup Kirke“.
Nachbargemeinden sind im Norden Årslev Sogn, im Nordosten Sønder Nærå Sogn, im Osten Søllinge Sogn, im Süden Ringe Sogn, im Südwesten Gestelev Sogn und im Nordwesten Nørre Lyndelse Sogn.